# Messor decipiens
Messor decipiens es una especie de hormiga del género Messor, subfamilia Myrmicinae. 

## Distribución
Esta especie se encuentra en Lesoto, Namibia y Sudáfrica.